# Língua persa
A língua persa (فارسی, fārsi, AFI: [fɒːɾˈsi]), também chamada parse, pársi, farse, fársi  ou farsi é um idioma do subgrupo das línguas iranianas, por sua vez pertencente ao ramo indo-iraniano da grande família indo-europeia. 
É principalmente falado no Irã (ou Irão) onde é a língua oficial, e pela diáspora iraniana, no Afeganistão, onde é oficialmente denominado dari, e no Tajiquistão, onde é denominado tajique. O persa também é falado por minorias do Iraque, Uzbequistão, Turquia, Emirados Árabes Unidos e Barém, entre outros países. Possui um longo histórico de desenvolvimento linguístico e desempenha papel importante na cultura, literatura e administração da região do Oriente Médio e da Ásia Central. Derivada do antigo persa, falado durante o Império Aquemênida, a língua passou por transformações ao longo dos séculos, influenciada por fatores políticos, culturais e sociais na região do Oriente Médio e da Ásia Central .
É definido pela maior parte dos linguistas como uma continuação do persa médio - a língua literária e religiosa oficial do Império Sassânida -, que, por sua vez, sucedeu ao persa antigo - a língua do Império Aquemênida. O persa é uma língua pluricêntrica, e sua gramática é semelhante à de muitos idiomas europeus contemporâneos. A língua persa foi o principal meio de difusão para as contribuições literárias e científicas na metade oriental do mundo islâmico durante as expansões árabe-mulçumanas.
O persa teve uma influência considerável nos idiomas vizinhos, especialmente nas línguas turcomanas da Ásia Central, Cáucaso e Anatólia, nas línguas iranianas vizinhas, bem como no armênio, árabe e outros. Também influenciou alguns idiomas da Ásia Meridional, especialmente o urdu, bem como, em menor escala, o hindi, o punjabi, o sindi, o saraiki, o sylheti e o bengali.

## Etimologia
A Província de Fars é a pátria histórica do povo persa, berço dessa etnia e abrigou as dinastias persas arquemênidas e sassânidas do Irã. A palavra persa moderno Fârs ( فارس ), derivada da forma anterior Pârs ( پارس ), que por sua vez é derivada de Pârsâ ( 𐎱𐎠𐎼𐎿 ), o nome persa antigo para a região de Persis . Os nomes Parsa e Pérsia são originários desta região. Já o termo "persa" tem origem no latim Persa, que por sua vez deriva do grego Πέρσης (Pérsēs). Esse nome foi utilizado pelos gregos para se referir ao povo do Império Aquemênida, cuja região central era Persis. O nome Farsi deriva de Fârs, que por sua vez tem em sua forma anterior Pârs e tem sido frequentemente utilizado no inglês para se referir ao idioma persa . 

### Nomenclatura nos idiomas ocidentais

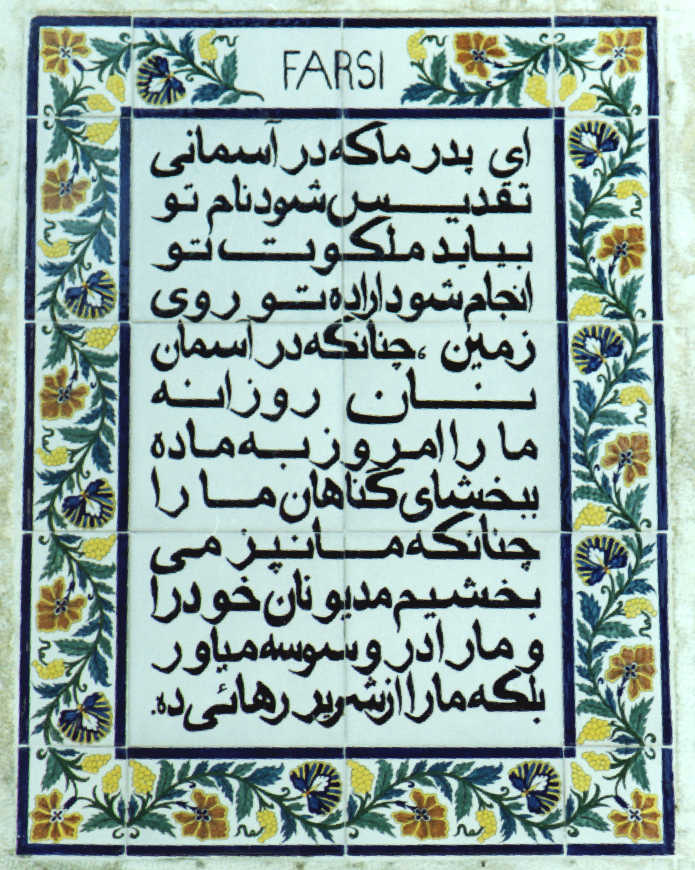
Oração em Farsi

Persa, o nome mais utilizado para se referir ao idioma em português, é uma forma derivada do latim *Persianus < latim Persia < grego Πέρσις, Pérsis, uma forma helenizada do persa antigo Parsa. De acordo com o Dicionário Houaiss, o termo "persa" como nome do idioma foi atestado pela primeira vez no português em 1525; já parse e pársi foram usadas pela primeira vez em 1899. Os falantes nativos do persa iraniano chamam o idioma de Fârsi, forma arabizada de Pârsi, devido à ausência do fonema 'p' no árabe padrão. Em inglês o idioma é conhecido historicamente como "Persian", embora alguns falantes do persa que migraram para o Ocidente tenha continuado a usar a forma "Farsi" para identificar sua língua materna no inglês. A forma "Farsi" pode ser encontrada em alguns autores da literatura linguística, tanto iranianos quanto estrangeiros. No entanto, a Academia de Língua e Literatura Persa sustentou que o endônimo Farsi é deve ser evitado em línguas estrangeiras e declarou que considera o termo "persa" e suas traduções equivalentes mais apropriado, pois tem a tradição mais longa nas línguas ocidentais e expressa melhor o papel da língua como uma marca de cultura e continuidade nacional. Muitos acadêmicos iranianos, como Ehsan Yarshater e Kamran Talattof, rejeitaram o uso da forma "Farsi" em seus artigos.. O historiador e linguista iraniano Ehsan Yarshater, fundador da Encyclopædia Iranica e do Centro de Estudos Iranianos da Universidade de Columbia, expressa em uma revista acadêmica sobre Iranologia sua rejeitção ao uso de Farsi em línguas estrangeiras.

### Nomenclatura internacional
O padrão internacional de codificação de idiomas ISO 639-1 utiliza o código "fa", seguindo o sistema tradicional de se basear nos nomes locais. O padrão ISO 639-3, mais detalhado, utiliza o nome "Persian" (código "fas") para o contínuo dialetal falado em todo o Irã e Afeganistão, formado pelo dari (o persa afegão) e do persa iraniano.
Uma terminologia semelhante, porém com ainda mais subdivisões, também foi adotada pelo site LINGUIST List, onde "Persian" aparece como um subgrupo do "iraniano ocidental do sudoeste". Atualmente, a Voz da América, o BBC World Service, a Deutsche Welle e a RFE/RL utilizam "Persian Service" para suas transmissões no idioma. A RFE/RL também apresenta um serviço em tajique e um serviço em 'afegão' (dari); o mesmo ocorre com a Associação Americana de Professores do Persa (American Association of Teachers of Persian), o Centro para a Promoção da Língua e Literatura Persa, e diversos dos principais acadêmicos do idioma persa.

## Distribuição
Segundo o historiador Fariborz Rahnamoon , em um artigo publicado na Iran Chamber Society os dialetos persas em três principais grupos, são eles: o Persa Iraniano ou Farsi (فارسی), falado no Irã, é a língua oficial persa; o Dari (دری) é a variante persa falada no Afeganistão e por isso é conhecida como persa afegão; e o Tajiki persa (Тоҷикӣ / تاجیکی oficialmente conhecido como Tajik, desde 1999) falado no Tadjiquistão e em partes do Uzbequistão, em comunidades tajiques. Essa última variante é escrita em alfabeto cirílico, diferentemente do farsi e do dari, que usam o alfabeto persa (derivado do árabe), mas costuma ser tratada como uma língua independente do persa.
O persa pertence ao grupo ocidental do ramo iraniano das línguas indo-europeias, que também inclui o curdo, o mazandarani, o gilaki, o talysh e o balúchi. A língua está no grupo iraniano do sudoeste, juntamente com as línguas larestani e luri, e o tat, variante do persa falado no Cáucaso.

#### Distribuição por País
A tabela a seguir apresenta uma estimativa do número de falantes do persa nos principais países onde a língua é nativa: 
| País          | Região               | Língua oficial | Nome local da língua | Distribuição | Absoluto    |
| ------------- | -------------------- | -------------- | -------------------- | ------------ | ----------- |
| Irã           | Sul da Ásia          | sim            | Farsi                | 56,6 %       | 51.285.000  |
| Afeganistão   | Sul da Ásia          | sim            | Dari                 | 33,0 %       | 13.680.000  |
| Tajiquistão   | Ásia Central         | sim            | Tajique              | 68,1 %       | 7.075.000   |
| Uzbequistão   | Ásia Central         | não            | Tajique              | 9,0 %        | 3.209.000   |
| Turcomenistão | Ásia Central         | não            | Farsi/Dari           | >1,0%        | (sem dados) |
| Iraque        | Próximo Oriente Ásia | não            | Farsi                | 1,0 %        | 451.000     |
| Azerbaijão    | Próximo Oriente Ásia | não            | Tat                  | 0,5 %        | 51.000      |

#### Limites e Barreiras de Disseminação
A disseminação da língua persa é influenciada por limites geográficos e barreiras políticas:
- Limites naturais: O Mar Cáspio ao norte do Irã e as montanhas de Alborz e Zagros impõem barreiras físicas que limitam a interação linguística com outras regiões.
- Limites políticos: As fronteiras nacionais restringem a disseminação do persa, especialmente no Tajiquistão, onde o alfabeto cirílico foi imposto durante o período soviético, diferenciando-o dos dialetos falados no Irã e Afeganistão.

#### Diáspora e Taxa de Alfabetização
Há uma expressiva diáspora persa em países como EUA, Canadá, Alemanha e Emirados Árabes Unidos, composta principalmente por imigrantes iranianos e afegãos. A taxa de alfabetização entre os falantes varia: no Irã, ultrapassa 85%, enquanto no Afeganistão é inferior a 40% devido a fatores políticos e econômicos.

#### Línguas Relacionadas
- Curdo: Possui similaridades lexicais e estrutura gramatical semelhante ao persa.
- Pastó: Compartilha muitas raízes etimológicas e é cooficial no Afeganistão.
- Balúchi: Outro membro do grupo iraniano com forte influência do persa.

#### Influências Linguísticas
O persa teve um impacto significativo em línguas como o urdu, turco otomano e hindi, emprestando vocabulário. Por sua vez, recebeu influências do árabe, especialmente em termos religiosos e acadêmicos.

#### Classificação Filogenética
A relação do persa com outras línguas indo-iranianas pode ser representada pela seguinte árvore filogenética:
|  | Dialeto de Ispaã  |
|  |                   |
|  | Dialeto de Xiraz  |
|  |                   |
|  | Dialeto de Mexede |
|  |                   |

|  | Dialeto de Herate         |
|  |                           |
|  | Dialeto de Mazar e Xarife |
|  |                           |

|  | Dialeto de Cujanda |
|  |                    |
|  | Dialeto de Corugue |
|  |                    |

|  | Dialeto de Ispaã  |
|  |                   |
|  | Dialeto de Xiraz  |
|  |                   |
|  | Dialeto de Mexede |
|  |                   |

|  | Dialeto de Herate         |
|  |                           |
|  | Dialeto de Mazar e Xarife |
|  |                           |

|  | Dialeto de Cujanda |
|  |                    |
|  | Dialeto de Corugue |
|  |                    |

|  | Dialeto de Ispaã  |
|  |                   |
|  | Dialeto de Xiraz  |
|  |                   |
|  | Dialeto de Mexede |
|  |                   |

|  | Dialeto de Herate         |
|  |                           |
|  | Dialeto de Mazar e Xarife |
|  |                           |

|  | Dialeto de Cujanda |
|  |                    |
|  | Dialeto de Corugue |
|  |                    |

|  | Dialeto de Ispaã  |
|  |                   |
|  | Dialeto de Xiraz  |
|  |                   |
|  | Dialeto de Mexede |
|  |                   |

|  | Dialeto de Herate         |
|  |                           |
|  | Dialeto de Mazar e Xarife |
|  |                           |

|  | Dialeto de Cujanda |
|  |                    |
|  | Dialeto de Corugue |
|  |                    |

|  | Dialeto de Ispaã  |
|  |                   |
|  | Dialeto de Xiraz  |
|  |                   |
|  | Dialeto de Mexede |
|  |                   |

|  | Dialeto de Herate         |
|  |                           |
|  | Dialeto de Mazar e Xarife |
|  |                           |

|  | Dialeto de Cujanda |
|  |                    |
|  | Dialeto de Corugue |
|  |                    |

|  | Dialeto de Ispaã  |
|  |                   |
|  | Dialeto de Xiraz  |
|  |                   |
|  | Dialeto de Mexede |
|  |                   |

|  | Dialeto de Herate         |
|  |                           |
|  | Dialeto de Mazar e Xarife |
|  |                           |

|  | Dialeto de Cujanda |
|  |                    |
|  | Dialeto de Corugue |
|  |                    |

|  | Dialeto de Ispaã  |
|  |                   |
|  | Dialeto de Xiraz  |
|  |                   |
|  | Dialeto de Mexede |
|  |                   |

|  | Dialeto de Herate         |
|  |                           |
|  | Dialeto de Mazar e Xarife |
|  |                           |

|  | Dialeto de Cujanda |
|  |                    |
|  | Dialeto de Corugue |
|  |                    |

|  | Dialeto de Ispaã  |
|  |                   |
|  | Dialeto de Xiraz  |
|  |                   |
|  | Dialeto de Mexede |
|  |                   |

|  | Dialeto de Herate         |
|  |                           |
|  | Dialeto de Mazar e Xarife |
|  |                           |

|  | Dialeto de Cujanda |
|  |                    |
|  | Dialeto de Corugue |
|  |                    |

|  | Dialeto de Ispaã  |
|  |                   |
|  | Dialeto de Xiraz  |
|  |                   |
|  | Dialeto de Mexede |
|  |                   |

|  | Dialeto de Herate         |
|  |                           |
|  | Dialeto de Mazar e Xarife |
|  |                           |

|  | Dialeto de Cujanda |
|  |                    |
|  | Dialeto de Corugue |
|  |                    |

|  | Dialeto de Ispaã  |
|  |                   |
|  | Dialeto de Xiraz  |
|  |                   |
|  | Dialeto de Mexede |
|  |                   |

|  | Dialeto de Herate         |
|  |                           |
|  | Dialeto de Mazar e Xarife |
|  |                           |

|  | Dialeto de Cujanda |
|  |                    |
|  | Dialeto de Corugue |
|  |                    |

|  | Dialeto de Ispaã  |
|  |                   |
|  | Dialeto de Xiraz  |
|  |                   |
|  | Dialeto de Mexede |
|  |                   |

|  | Dialeto de Herate         |
|  |                           |
|  | Dialeto de Mazar e Xarife |
|  |                           |

|  | Dialeto de Cujanda |
|  |                    |
|  | Dialeto de Corugue |
|  |                    |

|  | Dialeto de Ispaã  |
|  |                   |
|  | Dialeto de Xiraz  |
|  |                   |
|  | Dialeto de Mexede |
|  |                   |

|  | Dialeto de Herate         |
|  |                           |
|  | Dialeto de Mazar e Xarife |
|  |                           |

|  | Dialeto de Cujanda |
|  |                    |
|  | Dialeto de Corugue |
|  |                    |

|  | Dialeto de Ispaã  |
|  |                   |
|  | Dialeto de Xiraz  |
|  |                   |
|  | Dialeto de Mexede |
|  |                   |

|  | Dialeto de Herate         |
|  |                           |
|  | Dialeto de Mazar e Xarife |
|  |                           |

|  | Dialeto de Cujanda |
|  |                    |
|  | Dialeto de Corugue |
|  |                    |

|  | Dialeto de Ispaã  |
|  |                   |
|  | Dialeto de Xiraz  |
|  |                   |
|  | Dialeto de Mexede |
|  |                   |

|  | Dialeto de Herate         |
|  |                           |
|  | Dialeto de Mazar e Xarife |
|  |                           |

|  | Dialeto de Cujanda |
|  |                    |
|  | Dialeto de Corugue |
|  |                    |

|  | Dialeto de Ispaã  |
|  |                   |
|  | Dialeto de Xiraz  |
|  |                   |
|  | Dialeto de Mexede |
|  |                   |

|  | Dialeto de Herate         |
|  |                           |
|  | Dialeto de Mazar e Xarife |
|  |                           |

|  | Dialeto de Cujanda |
|  |                    |
|  | Dialeto de Corugue |
|  |                    |

|  | Dialeto de Ispaã  |
|  |                   |
|  | Dialeto de Xiraz  |
|  |                   |
|  | Dialeto de Mexede |
|  |                   |

|  | Dialeto de Herate         |
|  |                           |
|  | Dialeto de Mazar e Xarife |
|  |                           |

|  | Dialeto de Cujanda |
|  |                    |
|  | Dialeto de Corugue |
|  |                    |

## História
História da Língua Persa
O persa é uma língua iraniana que pertence ao ramo indo-iraniano da família linguística indo-europeia. No geral, as línguas iranianas são divididas em três períodos, designados de períodos antigo, médio e novo (moderno). Estes períodos correspondem a três eras da história iraniana; o período antigo representa o período antes dos Aquemênidas, o próprio período aquemênida e o tempo imediatamente posterior (até 400-300 a.C.); o médio é período seguinte, principalmente o período sassânida e a era pós-sassânida, enquanto o período novo é o que vai até os dias de hoje.

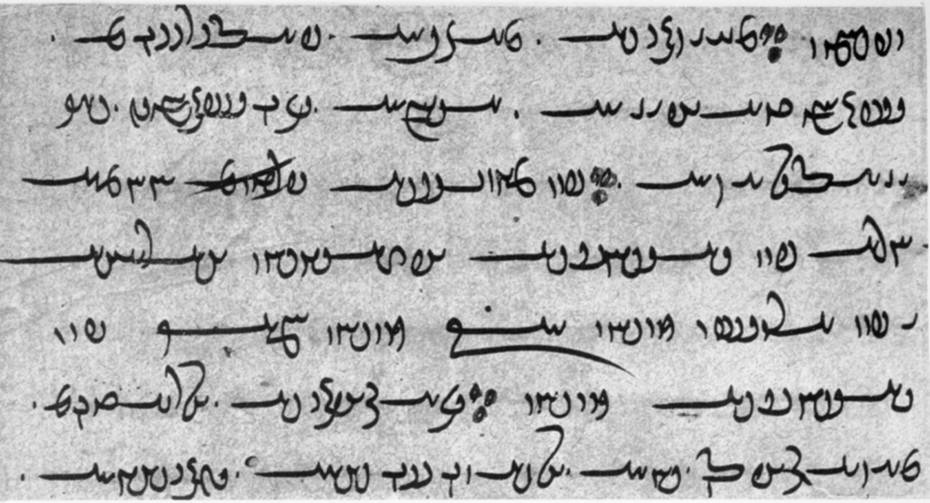
Yasna 28.1, Ahunavaiti Gatha (Bodleian MS J2)

Existem documentos escritos nas antigas línguas iranianas que sobreviveram por quase três milênios e o registro mais antigo no persa antigo data do Império Aquemênida, do século VI a.C. . s textos mais antigos são os Gatas, uns sânscrito de 17 hinos pertencentes à tradição oral zoroastriana do Avestá, escritos em avéstico. Acredita-se que esses hinos foram compostos pelo poeta Zaratustra (Zoroastrismo). O fragmento de texto mais antigo que sobreviveu data de 1 323 a.C., mas os estudiosos acreditam que eles foram compostos antes de 1 000 a.C. e transmitidos oralmente por séculos. Seus hinos mostram traços de versificação, cuja prosódia precisa ainda é imperfeitamente conhecida. Também importantes para a literatura iraniana primitiva são os remanescentes de mitos antigos preservados no Avestá, especialmente nos Iastes, que são textos endereçados a divindades iranianas. Os nomes de vários reis e heróis que mais tarde aparecem como figuras semi-históricas na poesia épica persa, os mitos aos quais esses textos se referem eram bem conhecidos pelo público original, mas agora estão perdidos.
De acordo com os documentos disponíveis, a língua persa é "a única língua iraniana", para a qual fortes relações genéticas entre todos os três estágios de seu desenvolvimento forma estabelecidas, de modo que o persa antigo, médio e moderno representam a mesma e única língua, isto é, o novo persa, descendente direto do persa médio e antigo.
A história conhecida do idioma persa pode ser dividida em três períodos distintos:

### Persa antigo
O persa antigo evoluiu a partir do proto-iraniano, tal como se desenvolveu no sudoeste no Planalto Iraniano e foi a língua oficial do Império Aquemênida. O exemplo mais antigo do idioma a ter sido datado é a Inscrição de Beistum, do xá aquemênida Dario I (r. 522–486 a.C.). Essas inscrições eram frequentemente trilíngues, em persa antigo, elamita e acadiano. Embora textos alegadamente mais antigos também existam (como a inscrição da tumba de Ciro II, em Pasárgada), elas representam exemplos mais modernos do idioma. O persa antigo era escrito no cuneiforme persa antigo, uma escrita exclusiva daquele idioma, que se presume tenha sido inventada durante o reinado de Dario.

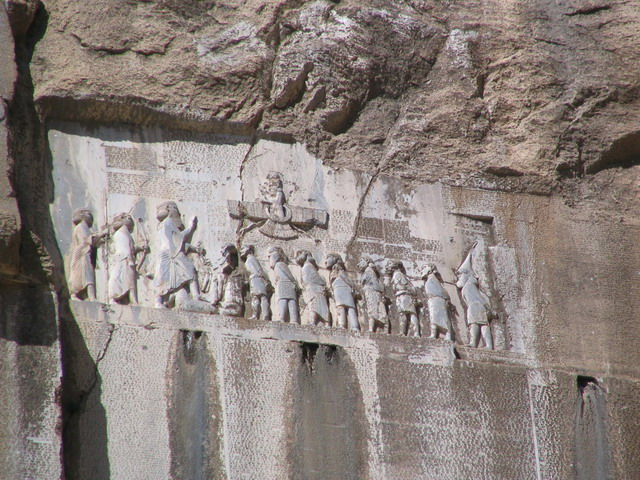
A Inscrição de Beistum narra a história das conquistas de Dario, o Grande, com os nomes de 23 satrapias governadas por ele

Após o aramaico, ou, mais especificamente, a forma aquemênida deste idioma, conhecida como aramaico imperial, o persa antigo é a língua mais frequentemente encontrada do período aquemênida. De acordo com registros assírios do século IX a.C., a tribo Parsuwash, embora exemplos do persa antigo tenham sido encontrados em todos os lugares onde os aquemênidas conquistaram territórios, a língua é atestada primordialmente pelas inscrições do Irã ocidental, em especial na província de Parsa (Fars, "Pérsia"), no sudoeste, a pátria original das tribos de onde os aquemênidas (e, posteriormente, os sassânidas) se originaram. A língua dessa tribo se tornou o persa antigo, que apresenta influências do mediano, outra língua iraniana extinta.
O persa antigo permaneceu em uso por vários séculos. Xenofonte, um general grego, registrou em 401 a.C. que o persa era amplamente falado, e relatou semelhanças fonéticas entre o persa e a língua armênia. Paralelamente ao persa antigo, o avéstico, a língua dos textos litúrgicos zoroastrianos, fazia parte do mesmo ramo das línguas iranianas. Contrastando com o persa posterior, o persa antigo escrito tinha uma gramática flexionada, com oito casos, cada uma das declinações sujeitas tanto a variações no gênero (masculino, feminino e neutro) quanto no número (singular, dual e plural).

### Persa médio

Mapa império aquemênida

Contrastando com o persa antigo, cujas formas faladas e escritas eram dramaticamente diferentes entre si, o persa médio escrito refletia o uso oral da língua. A conjugação e declinação complexa do persa antigo deu lugar à estrutura do persa médio, na qual o número dual desapareceu, deixando apenas o singular e o plural; o persa médio utilizava posposições para indicar os diferentes papéis das palavras, como por exemplo um sufixo -i que indicava um "de" possessivo, e não as formas genitivas múltiplas (sujeitas a mudanças em gênero e número) de uma palavra.

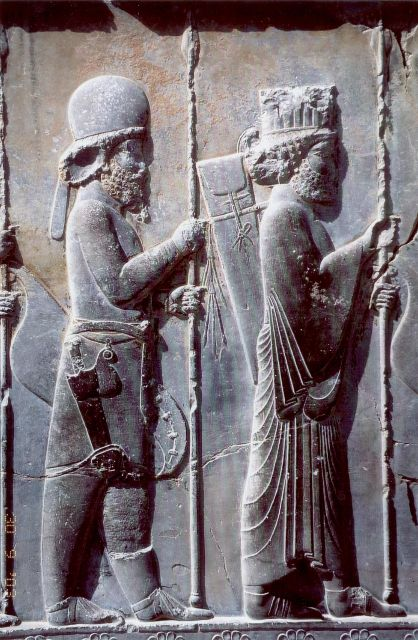
Soldados medos (esquerda) e persas (direita)

Embora o "período médio" das línguas iranianas se inicie formalmente com a queda do Império Aquemênida, a transição do persa antigo para o médio já havia começado, provavelmente antes do século IV. O persa médio, no entanto, só é atestado com segurança 600 anos mais tarde, quando ele aparece em inscrições do período sassânida (224-651). O persa médio também foi um veículo para a literatura religiosa zoroastriana e maniqueísta. O Pahlavi era a variante oficial utilizada na corte e nos registros administrativos do império [8].
O persa médio sofreu influência do aramaico, a língua franca da administração sassânida, e do grego, devido à presença helenística. A nova forma de escrita, conhecida como pahlavi, derivava do aramaico e apresentava uma gramática mais simplificada em relação ao persa antigo. Como idioma literário, no entanto, só surgem exemplos do persa médio durante os séculos VI e VII, e a partir do VIII. O idioma gradualmente se transformou no persa moderno, embora tenha persistido em textos da tradição zoroastriana.
O nome nativo do persa médio era Parsik ou Parsig, derivado do nome do grupo étnico que habitava o sudoeste da Pérsia, ou seja, "de Pars", Parsa no persa antigo, Fars no persa moderno. Esta é a origem do termo fársi, usado atualmente para se referir ao idioma moderno. Após o colapso do Estado sassânida, Parsik passou a ser usado exclusivamente ao persa (médio ou moderno) escrito no alfabeto árabe. A partir do século IX, à medida que o persa médio estava prestes a se tornar o persa moderno, a forma mais antiga do idioma passou a ser chamado, erroneamente, de pálavi, que na realidade era um dos sistemas de escrita usados para tanto o persa médio quanto outras muitas línguas iranianas médias. Este sistema de escrita havia sido adotado pelos sassânidas (persas, isto é, do sudoeste do território) de seus antecessores, os arsácidas (que eram partas, ou seja, do nordeste do território persa). Embora ibne Almocafa, no século VIII, ainda distinguisse entre o pálavi (ou seja, o parta) e o farsi (o persa moderno; em português, "parse" ou "pársi"), esta distinção não é evidente nos comentário. 
Gernot Windfuhr, da Universidade do Michigan, considera que o persa moderno seria uma evolução do persa antigo e do persa médio porém também afirma que nenhum dos dialetos conhecidos do persa médio é um antecessor direto do persa [moderno]. Para Ludwig Paul, da Universidade de Hamburgo, "a língua do Épica dos Reis deve ser vista como um exemplo de desenvolvimento histórico contínuo, do persa médio até o moderno."

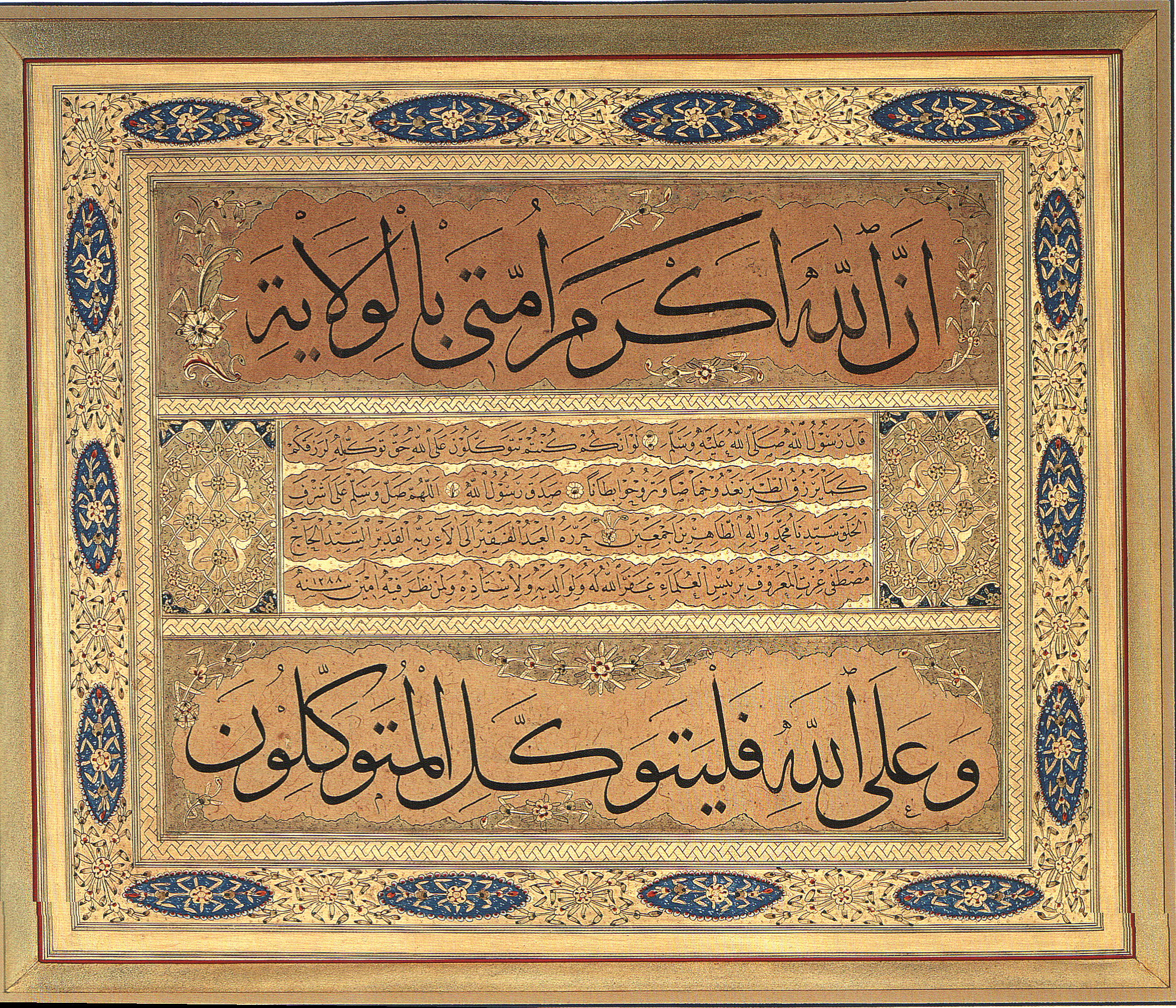
Escrita em persa moderno, por Kazasker Mustafa Izzet

### Persa moderno
A história do próprio persa moderno abrange mais de 1000-1200 anos. O desenvolvimento da língua em seu período final frequentemente é dividido em três estágios, conhecidos como antigo, clássico e contemporâneo. Diversos falantes nativos do idioma com um nível avançado de cultura podem compreender textos antigos em persa com um ajuste mínimo, pelo fato da morfologia e, em menor escala, o léxico do idioma ter permanecido relativamente estável por quase um milênio.
A transição para o persa moderno ocorreu após a queda do Império Sassânida e a ascensão do califado islâmico no século VII. O alfabeto árabe foi adotado, com modificações para acomodar sons do persa inexistentes no árabe. O vocabulário persa se expandiu com numerosos empréstimos árabes, especialmente em religião, ciência e administração.[carece de fontes?]
A formação do Novo Persa se deu principalmente na região de Coração, no nordeste do Irã, e no Afeganistão atual. O persa dari, falado nessa região, substituiu a língua parta e se tornou a base do persa moderno. Os primeiros textos em novo persa escritos com o alfabeto árabe surgiram no século IX, e poetas como Rudaqui (século X) foram pioneiros na literatura em persa moderno.[carece de fontes?]

#### Persa clássico
A conquista islâmica da Pérsia marcou o início de uma nova história para a língua e a literatura persa. O período produziu poetas de nível mundial, e o idioma serviu, por um grande espaço de tempo, como língua franca nas partes orientais do mundo islâmico do subcontinente indiano. Também foi a língua oficial e cultural de diversas dinastias islâmicas, como os samânidas, buídas, taíridas, ziáridas, os mongois, os timúridas, gasnévidas, seljúcidas, corásmios, safávidas, afexáridas, zandes, cajares, otomanos e diversos dos Estados sucessores dos mogois, como os nizans, entre outros. O persa era, por exemplo, a única língua oriental conhecida e usada por Marco Polo na corte de Cublai Cã, e durante suas jornadas pela China. A forte influência do persa sobre outros idiomas ainda pode ser vista, especialmente por todo o mundo islâmico, e ainda é apreciado como um idioma literário e de prestígio entre a elite educada, especialmente nos campos da música (Qawwali, por exemplo) e outras artes. Após a invasão árabe da Pérsia, o persa adotou diversas palavras do árabe e, com o passar do tempo, algumas palavras foram absorvidas até mesmo das línguas altaicas, sob o domínio das sociedades mongóis e turcomano-persa.

#### Uso na Ásia Meridional
Durante os cinco séculos anteriores à colonização britânica, o persa era usado amplamente como um segundo idioma na Ásia Meridional. Ganhou proeminência como língua da cultura e da educação em diversas cortes muçulmanas da região, e se tornou a única "língua oficial" durante o reinado dos imperadores mogois. Durante o domínio safávida sobre o Irã, quando o patrocínio real dos poetas persas foi cortado, o centro da cultura e da literatura persa se deslocou para o Império Mogal, que tinha enormes recursos financeiros para poder empregar um verdadeiro exército de poetas palacianos, lexicógrafos e outros literati persas. A partir de 1843, no entanto, o inglês gradualmente substituiu o persa em termos de importância no subcontinente. Evidências da importância histórica do persa ainda podem ser vistas na extensão da sua influência sobre as línguas do subcontinente indiano, bem como a popularidade que a literatura persa ainda goza na região. O persa exerceu uma influência especial sobre o urdu, o idioma nacional do Paquistão.

#### Persa contemporâneo

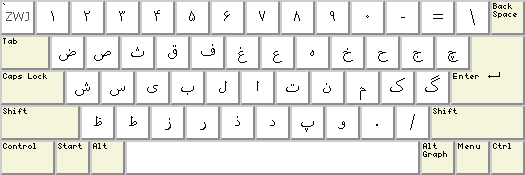
Variante do teclado padrão iraniano ISIRI 9147, para o persa

Desde o século XIX, o russo, o francês e o inglês, bem como diversas outras línguas, contribuíram para o vocabulário técnico do persa. A Academia da Língua e Literatura Persa Nacional do Irã é responsável por avaliar estas novas palavras, visando introduzi-las (ou não) no idioma e aconselhar a respeito de suas equivalentes persas. O idioma em si se desenvolveu muito durante os últimos séculos.
Evolução Literária
A literatura persa medieval floresceu com poetas como Ferdusi (Xanamé, século XI), Omar Caiam, Rumi e Hafez. Nos séculos XIII-XV, a prosa se desenvolveu sob os mongóis e timúridas. O teatro ritual xiita taʿziyyah, que atingiu seu auge nesse período, representava o martírio dos imãs e permaneceu a única forma dramática tradicional do Irã. Em paralelo, a fundação da Dār al-Fonūn (1850), a primeira instituição acadêmica moderna do país, e a reintrodução da imprensa foram marcos fundamentais na modernização cultural. Essas mudanças estimularam o surgimento de novos gêneros literários, como o romance e a dramaturgia crítica, com autores como Mirza Jaʿfar Qarachaʿdaghi e Mirza Aqa Tabrizi. A modernização literária iniciou-se no século XIX, impulsionada pelo contato com a Europa e reformas da dinastia Qājār. 
A Revolução Constitucional de 1906 trouxe uma literatura mais engajada, com escritores como Muḥammad Taqī Bahār e Sadeq Hedayat. Durante o governo de Reza Xá Pahlavi que impôs restrições à liberdade de imprensa e moldou as regras da novo poesia persa (1925-1941), Nima Yushij revolucionou a poesia persa com o movimento shiʿr-i now ("nova poesia"), influenciando autores como Ahmad Shamlu e Forough Farrokhzad. 
A partir de 1941, a literatura persa se tornou um espaço de crítica social, e a participação feminina cresceu com escritoras como Simin Daneshvar e Shahrnoush Parsipour. A Revolução Islâmica de 1979 levou à censura, mas também à expansão da literatura persa na diáspora.
A língua persa passou por profundas transformações, mantendo sua essência ao longo dos séculos. Do persa antigo ao moderno, houve um processo contínuo de simplificação gramatical e adaptação cultural. Hoje, é falada no Irã, Afeganistão e Tajiquistão, com variações regionais como o dari e o tajique. Seu papel como veículo literário e cultural continua fundamental na identidade da região.

### História do ensino
O primeiro registro histórico das instituições de ensino persa datam dos séculos VI a IV a.C.. Desde os tempos do Império Aquemênida (550–330 a.C.), o império resolveu instituir a educação formal, especialmente para a elite administrativa e militar. Os jovens persas eram instruídos em habilidades como equitação, arco e flecha, e ética, além de aprenderem a língua e a cultura persa.
Durante o Império Sassânida (224–651), o sistema educacional persa floresceu, com a criação de instituições como a Academia de Bendosabora, um centro de aprendizado que atraía estudiosos de diversas partes do mundo. Lá, eram ensinadas disciplinas como medicina, astronomia, filosofia e teologia, além de se promover a tradução de textos gregos, indianos e sírios para o persa.
Com a chegada do Islã no século VII, o sistema educacional persa foi influenciado pela cultura islâmica, mas manteve suas raízes. Durante o período medieval, as madraças (escolas religiosas) tornaram-se centros de ensino, onde se estudava o Alcorão, a xaria (lei islâmica) e as ciências. A Pérsia também foi berço de grandes pensadores, como Avicena (ibne Sina) e Albiruni, que contribuíram para a filosofia, medicina e ciências.
No período moderno, especialmente durante o Império Cajar (1796–1925), houve esforços para modernizar o sistema educacional, com a introdução de escolas ocidentais e a formação de instituições de ensino superior. Após a Revolução Islâmica de 1979, o sistema educacional iraniano passou por reformas para alinhar-se aos valores islâmicos, mas manteve um forte foco em ciências e tecnologia. 

## Fonologia
O sistema fonológico do persa apresenta um conjunto de vogais e consoantes característico, que, embora compartilhe elementos comuns com outras línguas indo-europeias, exibe particularidades adquiridas por meio do contato com outras línguas e processos históricos regionais.
| Tipo                | Bilabial | Labiodental | Dental | Alveolar | Palatal | Velar | Uvular | Glotal |
| ------------------- | -------- | ----------- | ------ | -------- | ------- | ----- | ------ | ------ |
| Plosiva             | p, b     |             | t̪, d̪   | t, d     |         | k, ɡ  | q      | ʔ      |
| Nasal               | m        |             | n̪      | n        |         | ŋ     |        |        |
| Vibrante            |          |             |        | r        |         |       |        |        |
| Tap ou Flap         |          |             |        | ɾ        |         |       |        | h      |
| Fricativa           | f, v     | s, z        |        |          |         | x, ɣ  | χ, ʁ   |        |
| Fricativa lateral   |          |             |        | ʃ, ʒ     |         |       |        |        |
| Aproximante         |          |             |        |          | j       |       |        |        |
| Aproximante lateral |          |             |        | l        |         |       |        |        |

Observações:
- Plosivas: [p], [b], [t], [d], [k], [ɡ] são sons produzidos com uma oclusão completa seguida de liberação do ar.
- Nasais: [m], [n], [ɲ] são produzidos com o ar passando pelo nariz.
- Vibrante: [r] representa uma múltipla vibração do ápice da língua.
- Tap ou Flap: [ɾ] é uma única e rápida oclusão.
- Fricativas: [f], [v], [s], [z], [ʃ], [ʒ], [h] são produzidas com uma constrição parcial, criando fricção.
- Aproximantes: [j] e [w] são sons com uma constrição mínima, permitindo o fluxo quase livre do ar.
- Aproximante Lateral: [l] é produzido com o ar passando pelas laterais da língua.

Fonética: vogais do Fârsi

### Inventário vocálico
| Altura da Língua | Anterior | Posterior |
| ---------------- | -------- | --------- |
| Fechada          | i        | u         |
| Semifechada      | e        | o         |
| Quase aberta     | æ        |           |
| Aberta           |          | ɒ         |

Observações:
- Vogais Fechadas: [i] (como em "vida") e [u] (como em "uva") são produzidas com a língua elevada.
- Vogais Semifechadas: [e] (como em "mesa") e [o] (como em "olho") têm a língua um pouco mais baixa que as fechadas.
- Vogais Médias: [ə] é uma vogal central média, ocorrendo em algumas variantes regionais.
- Vogais Semiabertas: [ɛ] (como em "pé") e [ɔ] (como em "pó") são produzidas com a língua ainda mais baixa.
- Vogais Abertas: [a] (como em "pá") é produzida com a língua em posição baixa.

Encontros Vocálicos:
- Ditongos: Combinações de uma vogal com uma semivogal na mesma sílaba, como [aj] em "pai" ou [aw] em "mau".
- Tritongos: Sequência de uma semivogal, uma vogal e outra semivogal na mesma sílaba, como [waj] em "quais".
- Hiatos: Duas vogais em sílabas separadas, como [i.a] em "piada".

## Ortografia
O principal sistema de escrita persa é o Alfabeto persa, uma adaptação do alfabeto árabe, com exceção das letras ي (yâ) e ك (kâf) e contendo mais seis letras, em comum com o alfabeto kurdo, são elas ﻯ (ye), گ (gaf), ک (kâf), ژ (že), چ (ce) e پ (pe). Esse sistema de escrita é fonográfico e segue a direção horizontal da direita para a esquerda. As letras possuem formas diferentes dependendo de sua posição na palavra (início, meio, fim ou isolada). Os diacríticos são utilizados principalmente em textos didáticos e religiosos para indicar vogais curtas, já que a escrita persa geralmente registra apenas as vogais longas explicitamente. Outro ponto importante é que em persa não há diferença nos dígrafos para início de frases ou nomes próprios, o que no alfabeto latino se dá pela diferença entre as letras maiúsculas (A, B, C, ... , Z) e minúsculas (a, b, c, ... , z). 
| Persa   | Persa  | Persa | Persa | Nome    | Transliteração | Transcrição | Aproximação |
| Isolado | Início | Meio  | Final | Nome    | Transliteração | Transcrição | Aproximação |
| ------- | ------ | ----- | ----- | ------- | -------------- | --- | --- |
| ﺍ       | —      | —     | ﺎ     | alef    | â, a, e, o, ’  | /ɒː, a, e, o, ʔ/ | ala, arte |
| ﺏ       | ﺑ      | ﺒ     | ﺐ     | be      | b              | /b/ | bola |
| پ       | ﺑ      | ﺒ     | پ     | pe      | p              | /p/ [ph] | pato |
| ﺕ       | ﺗ      | ﺘ     | ﺖ     | te      | t              | /t/ [th] | teto |
| ﺙ       | ﺛ      | ﺜ     | ﺚ     | se      | s              | /s/ | próximo de s em seda |
| ﺝ       | ﺟ      | ﺠ     | ﺞ     | jim     | j              | /ʤ/ | dia Em algumas palavras de origem árabe, pode soar mais como /ʒ/ (o "j" de "jorro"                                                     |
| چ       | ﺣ      | ﺤ     | ﺢ     | ce      | c              | /ʧ/ [ʧh] | tchau |
| ﺡ       | ﺣ      | ﺤ     | ﺢ     | he jimi | h              | /h/ [h, ɦ] | Não tem equivalente exato no português, mas pode lembrar um "h" mais áspero, como no espanhol da palavra "Jalisco" ou no árabe "Halal" |
| ﺥ       | ﺧ      | ﺨﺦ    | xe    | x       | /x/ [χ]        | rúa (como no sotaque carioca) Em alguns dialetos pode ser mais forte, próximo de /χ/, que soa como o "ch" alemão de "Bach" | |
| ﺩ       | —      | —     | ﺪ     | dâl     | d              | /d/ | dedo |
| ﺫ       | —      | —     | ﺬ     | zâl     | z              | /z/ | Similar ao som de "z" em "zebra", mas com a língua um pouco mais para frente, quase como o "th" sonoro do inglês em "this"             |
| ﺭ       | —      | —     | ﺮ     | re      | r              | /r/ [ɾ] | rato ou caro |
| ﺯ       | —      | —     | ﺰ     | ze      | z              | /z/ | zelo |
| ژ       | —      | —     | ژ     | že      | ž              | /ʒ/ | jorro (mais próximo ao frânces jour)                                                                                                   |
| ﺱ       | ﺳ      | ﺴ     | ﺲ     | sin     | s              | /s/ | sapo |
| ﺵ       | ﺷ      | ﺸ     | ﺶ     | šin     | š              | /ʃ/ | chave |
| ﺹ       | ﺻ      | ﺼ     | ﺺ     | sâd     | s              | /s/ | só |
| ﺽ       | ﺿ      | ﻀ     | ﺾ     | zâd     | z              | /z/ | zebra |
| ﻁ       | ﻃ      | ﻄ     | ﻂ     | tâ      | t              | /t/ [th] | teto |
| ﻅ       | ﻇ      | ﻈ     | ﻆ     | zâ      | z              | /z/ | zero |
| ﻉ       | ﻋ      | ﻌ     | ﻊ     | eyn     | ‘              | /ʔ/ [ʔ, Vˁ] | Não há som equivalente exato, mas pode ser um pequeno golpe de glote como em "uh-oh" em inglês                                         |
| ﻍ       | ﻏ      | ﻐ     | ﻎ     | qeyn    | q              | /q/ [ɢ, q] | Não há equivalente exato, mas pode lembrar o "r" gutural em alguns sotaques portugueses                                                |
| ﻑ       | ﻓ      | ﻔ     | ﻒ     | fe      | f              | /f/ | faca |
| ﻕ       | ﻗ      | ﻘ     | ﻖ     | qâf     | q              | /q/ [ɢ, q] | Não tem exato equivalente, mas pode soar parecido com um "k" mais profundo, como em "quadro"                                           |
| ک       | ﻛ      | ﻜ     | ﮏ     | kâf     | k              | /k/ [kh, ch] | casa |
| گ       | ﮔ      | ﮕ     | ﮓ     | gâf     | g              | /g/ [g, ɟ] | gato |
| ﻝ       | ﻟ      | ﻠ     | ﻞ     | lâm     | l              | /l/ | lata |
| ﻡ       | ﻣ      | ﻤ     | ﻢ     | mim     | m              | /m/ | mato |
| ﻥ       | ﻧ      | ﻨ     | ﻦ     | nun     | n              | /n/ | navio |
| و       | —      | —     | و     | vâv     | v, u, w        | /v, u, w/ | vaca |
| ﻩ       | ﻫ      | ﻬ     | ﻪ     | he      | h              | /h/ [h, ɦ] | raposa |
| ﻯ       | ﻳ      | ﻴ     | ﻲ     | ye      | i, y           | /iː, j/ | iate |

Os números em persa também possuem dígrafos próprios, embora sua estrutura seja semelhante a dos dígitos indo-arábicos, i.e., de base decimal e a representação de um número de mais de um dígito é a sequência de seus dígitos. 
| Número indo-arábico | Transliteração | Persa  | Dígito |
| ------------------- | -------------- | ------ | ------ |
| Um                  | yek            | یک     | ۱      |
| Dois                | dó             | دو     | ۲      |
| Três                | sé             | سه     | ۳      |
| Quatro              | cahār          | چهار   | ۴      |
| Cinco               | panj           | پنج    | ۵      |
| Seis                | šeš            | شش     | ۶      |
| Sete                | haft           | هفت    | ۷      |
| Oito                | hašt           | هشت    | ۸      |
| Nove                | no             | نه     | ۹      |
| Dez                 | da             | ده     | ۱۰     |
| Onze                | yāzda          | یازده  | ۱۱     |
| Doze                | davāzda        | دوازده | ۱۲     |
| Treze               | sizda          | سیزده  | ۱۳     |
| Quatorze            | cahārda        | چهارده | ۱۴     |
| Quinze              | pānzda         | پانزده | ۱۵     |
| Dezesseis           | šānzda         | شانزده | ۱۶     |
| Dezessete           | hevda          | هفده   | ۱۷     |
| Dezoito             | hejda          | هجده   | ۱۸     |
| Dezenove            | nuzda          | نوزده  | ۱۹     |
| Vinte               | bist           | بیست   | ۲۰     |

## Gramática

### Pronomes pessoais (ضمیر شخصی/ zamir šaxsi)
| Pronome            | Transliteração | Persa |
| ------------------ | -------------- | ----- |
| Eu                 | man            | من    |
| Tu                 | to             | تو    |
| Ele/Ela            | u              | او    |
| Ele/Ela (coisa)    | ān             | آن    |
| Nós                | mā             | ما    |
| Vós                | šomā           | ما    |
| Eles/Elas          | išān           | ایشان |
| Eles/Elas (coisas) | ānhā           | آنها  |

Ao contrário do português, em persa não chamamos esses pronome de pronome pessoal ou possessivo, porque todos esses pronomes podem funcionar como sujeito ou objeto de uma frase. Também os usamos em construções possessivas.
Compare e contraste os pronomes persas e ingleses nas seguintes frases:
| Português               | Transliteração         | Persa                |
| ----------------------- | ---------------------- | -------------------- |
| Eu fui.                 | man raftam             | .من رفتم             |
| Ele me viu.             | u man ra did           | .او من را دید        |
| Esse livro é meu.       | in ketab-e man ast     | .این کتاب من است     |
| Esse livro me pertence. | in ketab māl-e man ast | .این کتاب مال من است |

Em persa من man permanece constante, enquanto em português o pronome ('eu', 'mim', 'meu') muda de acordo com o caso.
O persa emprega a segunda pessoa do plural شما šomā em vez do singular تو to como um sinal de respeito. Considere, por exemplo, o francês vous em vez de tu e o espanhol usted em vez de tu.

#### Preposições com pronomes
As preposições precedem os pronomes da mesma forma que os substantivos, sujeito à mesma regra: 

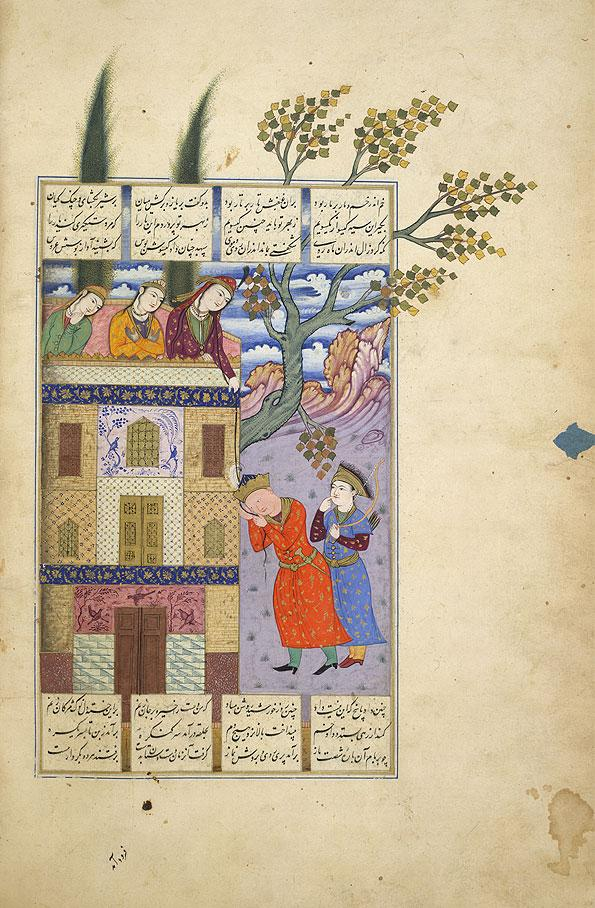
Xanamé de Ferdusi, em persa novo

| Português             | Transliteração | Persa      |
| --------------------- | -------------- | ---------- |
| Para mim.             | be man.        | برای من    |
| Dele/Dela.            | az u.          | از او      |
| Para você/ti.         | baraye šomā.   | برای شما   |
| Entre eles.           | beine ānhā.    | بین آنها   |
| Connosco.             | bā mā.         | ما         |
| Sem você.             | bedune soma.   | بدون تو    |
| Nele (objeto).        | dar ān.        | در آن      |
| Em direção a ele/ela. | piše išān.     | نسبت به او |

### Ordem da frase
No persa coloquial, o pronome de terceira pessoa do plural ایشان išān é usado exclusivamente como uma variante educada/formal da terceira pessoa do singular. Em materiais escritos, no entanto, ele pode ser usado em vez de آنها ānhā . Portanto, na língua escrita, tanto ایشان išān quanto آنها ānhā podem representar 'eles'.
A primeira pessoa do plural ما mā também é usada no lugar da primeira pessoa do singular من man como uma expressão de humildade, especialmente quando uma pessoa mais jovem ou de status inferior fala com alguém mais velho ou de status superior.
Em persa, a estrutura da frase é geralmente muito regular. Em circunstâncias normais, o verbo é sempre colocado no final da frase. Escrevendo da direita para a esquerda, a estrutura básica da frase em persa é a seguinte:
| Português              | Transliteração | verbo | assunto |
| ---------------------- | -------------- | ----- | ------- |
| eu vou                 | man miravam    | می‌روم | من      |
| ele/ela/isso sentou-se | u nešast       | نشست  | او      |

As frases declarativas normais são estruturadas como (S) (PP) (O) V: as frases têm sujeitos opcionais, locuções preposicionais e objetos seguidos de um verbo obrigatório. Se o objeto for específico, o objeto é seguido pela palavra rā e precede frases preposicionais: (S) (O + rā) (PP) V. Frases mais complexas podem ser construídas de acordo com a seguinte estrutura:
| verbo | objeto | preposição | modificador | sujeito |
| ----- | ------ | ---------- | ----------- | ------- |
| رفتم  | سینما  | به         | دیروز       | من      |

.من دیروز به سینما رفتم
man diruz be sinamā raftam
“Fui ao cinema ontem.”

.این مرد معلّم ماست
in mard mo'allem-e māst
“Este homem é nosso professor.”

.خانهٔ ما خیلی بزرگ است
xāne-ye mā xeyli bozorg ast
“Nossa casa é muito grande.”

.من یک خواهر بزرگتر دارم
man yek xāhar-e bozorgtar dāram
“Eu tenho uma irmã mais velha.”
Em persa, as desinências pessoais são usadas para marcar a pessoa, o número e o tempo. Portanto, do ponto de vista técnico, um verbo e a desinência pessoal apropriada podem ser considerados uma frase completa, ou pelo menos uma cláusula. Por exemplo, na cláusula می‌روم mi ravam 'Eu vou, eu vou, eu devo ir' (na qual o pronome sujeito من man 'eu' foi omitido, e a desinência pessoal م representa a pessoa/sujeito), os dois elementos de sujeito e verbo estão presentes.

### Conjugação verbal
Na gramática persa , há duas formas verbais primárias: verbos transitivos e verbos intransitivos . Os verbos transitivos exigem um objeto direto, 

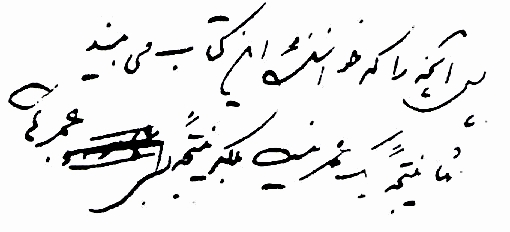
So what the reader sees in this book is not the result of a lifetime, but is an outcome of lots of lifetimes

enquanto os verbos intransitivos não. A conjugação dos verbos persas no presente segue um padrão claro com base nessas duas formas. Para conjugar verbos, você precisa considerar os seguintes elementos: o radical do verbo, o marcador do presente e as desinências pessoais.
O radical do verbo: Na raiz de qualquer verbo persa está seu radical verbal. Esta é a forma básica da qual toda conjugação ocorre. Para encontrar o radical verbal, você deve aprender os verbos radicais comuns e suas conjugações.
O Marcador do Tempo Presente: Ao conjugar verbos persas no tempo presente, o marcador do tempo presente, 'mi-', é adicionado antes do radical do verbo. Por exemplo, o radical do verbo 'khāndan' (ler) se torna 'mikhāndan' no tempo presente.
As Finais Pessoais: Uma vez que o marcador de tempo presente é adicionado, as finais pessoais devem ser anexadas com base no sujeito. As finais pessoais para o tempo presente são as seguintes:
1. Primeira pessoa do singular: -am
2. Segunda pessoa do singular: -i
3. Terceira pessoa do singular: -ad
4. Primeira pessoa do plural: -im
5. Segunda pessoa do plural: -id
6. Terceira pessoa do plural: -and

### Tempos verbais persas
O persa se compõe de basicamente três tempos verbais: tempos básicos, tempos comuns e todos os tempos. Além disso, é possível conjugar verbos na voz passiva, no subjuntivo e na forma negativa.

#### Passado
O pretérito em persa é formado pela adição de um conjunto específico de desinências pessoais diretamente à raiz do verbo. As desinências pessoais são diferentes das desinências do presente e são as seguintes:
1. Primeira pessoa do singular: -am
2. Segunda pessoa do singular: -i
3. Terceira pessoa do singular: nada é adicionado
4. Primeira pessoa do plural: -im
5. Segunda pessoa do plural: -id
6. Terceira pessoa do plural: -and
Por exemplo, para conjugar “khāndan” no passado, o radical do verbo é combinado com as terminações pessoais apropriadas do passado:
Eu leio: khāndam
Você (singular) lê: khāndi
Ele/Ela/Isso lê: khānd
Nós lemos: khāndim
Vocês (plural) lêem: khāndid
Eles lêem: khāndand

#### Tempo presente
Como discutido anteriormente, a conjugação do presente em persa é formada pela adição do marcador de presente 'mi-' e das terminações pessoais do presente ao radical do verbo.

#### Tempo Futuro
O tempo futuro em persa é formado pela adição de خواه, khāh, antes da forma do tempo presente do verbo. A palavra خواه é conjugada com base no sujeito, criando uma conjugação diferente para cada pessoa, assim:
Eu lerei: خواهم خواند, khāham khāndan
Você (singular) lerá: خواهی خواند, khāhi khāndan
Ele/Ela lerá: خواهد خواند, khāhad khandan
Leremos: خواهیم خواند, khāhim khāndan
Você (plural) lerá: خواهید خواند, khāhid khāndan
Eles lerão: خواهند خواند, khāhand Khandan

#### Modo subjuntivo
O modo subjuntivo é usado para expressar desejos, vontades ou condições que não são necessariamente reais ou factuais. Em persa, o subjuntivo é formado pela adição das seguintes desinências pessoais ao radical do verbo:
1. Primeira pessoa do singular: -am
2. Segunda pessoa do singular: -i
3. Terceira pessoa do singular: -ad
4. Primeira pessoa do plural: -im
5. Segunda pessoa do plural: -id
6. Terceira pessoa do plural: -and
Por exemplo, se você deseja descrever o desejo de ler, use o radical verbal “khāndan” com as desinências pessoais do subjuntivo:
Eu quero ler: بخوانم, bekhanam
Você (singular) quer ler: بخوانی, bekhanī
Ele/Ela quer ler: بخواند, bekhānad
Queremos ler: بخوانیم, bekhanim
Você (plural) quer ler: بخوانید, bekhanīd
Eles quero ler: بخواند, bekhanand

#### Verbos compostos

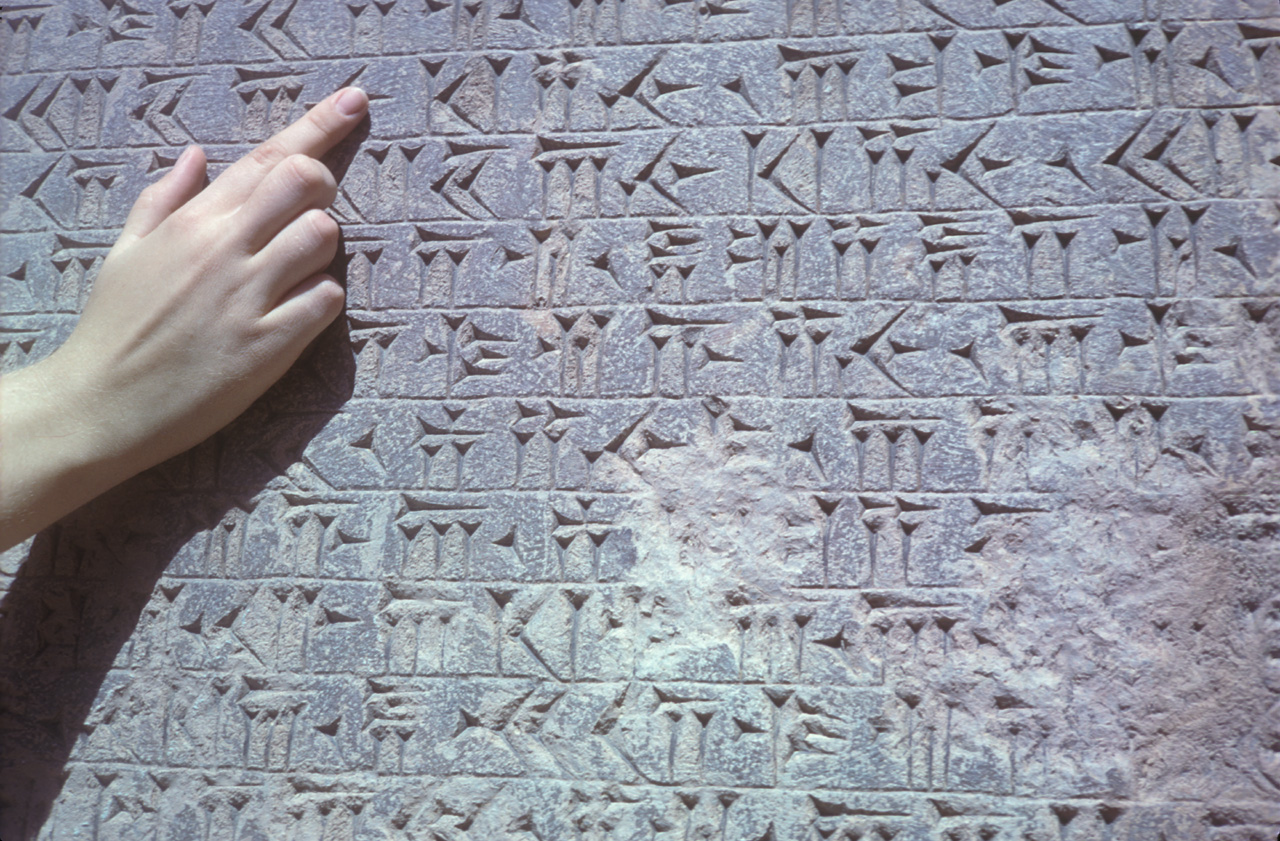
Escrita cuneiforme persa

Todas as partes de um verbo composto devem ser digitadas separadamente. Isso também inclui os chamados prefixos verbais: bar, bâz, farâ, foru, dar, etc. Exemplos:

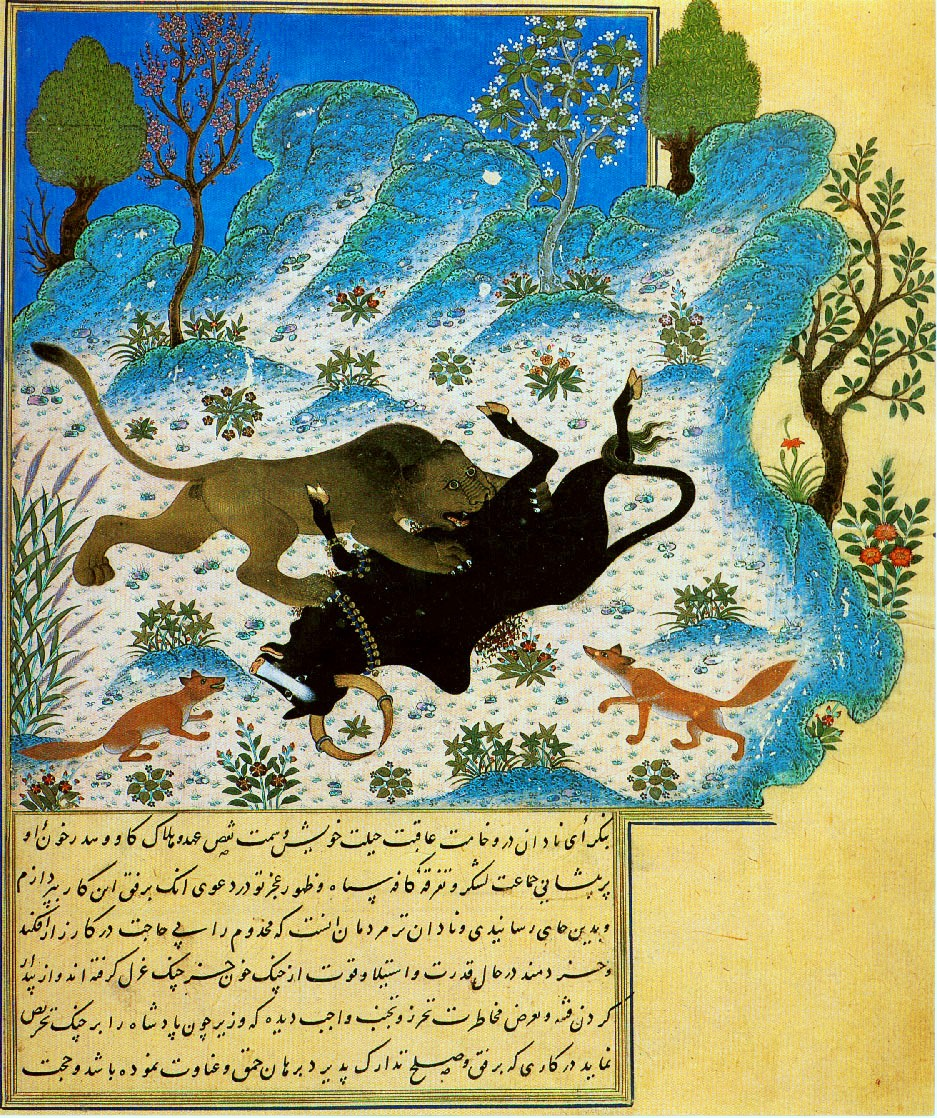
Kalilah va Dimna, uma obra influente na literatura persa

| Correto                      | Incorreto                  |
| ---------------------------- | -------------------------- |
| بر داشتن bar dâštan          | برداشتن bardâštan          |
| باز گشتن bâz gaštan          | بازگشتن bâzgaštan          |
| فرا گرفتن farâ gereftan      | فراگرفتن farâgereftan      |
| دست بر داشتن dast bar dâštan | دست برداشتن dast bardâštan |

#### Como funciona a conjugação dos verbos em persa?
1. Radical do verbo: Remove-se o sufixo -ن (-an) do infinitivo para obter o radical.

رفتن (raftan, "ir") → رو (rav)
خوردن (khordan, "comer") → خور (khor)
1. Prefixos e sufixos: Dependem do tempo verbal:

No presente, usa-se o prefixo می- (mi-) + radical + sufixo da pessoa.
No passado, não há prefixo, apenas o radical + sufixo da pessoa.
- Exemplo 1: Verbo "ir" (رفتن - raftan)

Presente: "Eu vou"
من به مدرسه می‌روم. (Man be madreseh miravam.)
- می- (mi-) indica que a ação ocorre no presente.
- رو (rav) é o radical do verbo.
- -م (-am) é a desinência para "eu".

Passado: "Eu fui"
من به مدرسه رفتم. (Man be madreseh raftam.)
- رفت (raft) é a raiz do verbo no passado.
- -م (-am) indica "eu".

- Exemplo 2: Verbo "Comer" (خوردن - khordan)

Presente: "Ele/Ela come"
او سیب می‌خورد. (U sib mikhōrad.)
- می- (mi-) mostra que a ação está acontecendo no presente.
- خور (khor) é o radical.
- -د (-ad) indica "ele/ela".

Passado: "Ele/Ela comeu"

#### او سیب خورد. (U sib khord.)
- خورد (khord) é a forma do passado.
- Sem prefixo می-, pois a ação já ocorreu.

| Verbo                                 | Português              | Transliteração            | Persa                   |
| ------------------------------------- | ---------------------- | ------------------------- | ----------------------- |
| ir (raftan/رفتن)                      | Eu vou para escola.    | man be madreseh miravam.  | من به مدرسه می‌روم.      |
| cormer (khordan/خوردن)                | Ele/Ela come uma maça. | u sib mikhōrad.           | او سیب می‌خورد.          |
| escrever (neveshtan/نوشتن)            | Eu escrevo uma carta.  | man yek nāmeh minevisam,  | من یک نامه می‌نویسم.     |
| ver (didan/دیدن)                      | Nós vemos os pássaros. | mā parandegān rā mibinim. | ما پرندگان را می‌بینیم.  |
| gostar/amar (dust dāshtan/دوست داشتن) | Eu gosto de música.    | man musiqi rā dust dāram  | من موسیقی را دوست دارم. |
| ler/cantar/recitar (khāndan/خواندن)   | Ele/ela lê um livro.   | u yek ketāb mikhānad.     | او یک کتاب می‌خواند.     |

### Adjetivo demonstrativo
Quando qualquer um dos demonstrativos این em 'this' e آن ān 'that, it' acompanham um substantivo, funcionando como um adjetivo faria, então é chamado de adjetivo demonstrativo. Em persa, eles são invariavelmente singulares, mesmo quando modificam um substantivo plural. Compare e contraste as seguintes frases em persa e inglês:
| Português        | Transliteração | Persa       |
| ---------------- | -------------- | ----------- |
| este livro       | in ketāb       | این کتاب    |
| aquele caderno   | ān daftar      | آن دفتر     |
| esses livros     | in ketāb hā    | این کتاب ها |
| aqueles cadernos | ān daftar hā   | آن دفترها   |

### Pronome demonstrativo
Quando o demonstrativo substitui um substantivo (como um pronome normalmente faz), ele é chamado de pronome demonstrativo. Nesse caso, eles são pluralizados quando necessário, como qualquer pronome faria:
| Português            | Transliteração    | Persa             |
| -------------------- | ----------------- | ----------------- |
| Este é um homem.     | in mard ast       | .این مرد است      |
| Aquela é uma mulher. | ān zan ast        | .آن زن است        |
| Esses são homens.    | in mard hastand   | .این ها مرد هستند |
| Essas são mulheres.  | ān hā zan hastand | .آن ها زن هستند   |

Um substantivo genérico é invariavelmente singular, mesmo quando modificado por um pronome demonstrativo plural:

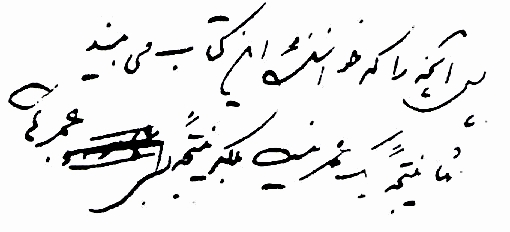
Caligrafia pessoal de Ali-Akbar Dehkhoda, uma escrita cursiva típica persa

.این زن است
in zan ast
"Esta é (uma) mulher."

.این ها زن هستند
in hā zan hastand
“Estas são mulheres.”

.این پسر دانش آموز است
in pesar dāneš āmuz ast
“Este menino é (um) estudante.”c

.آن پسرها دانش آموز هستند
ān pesar hā dāneš āmuz hastand
“Esses meninos são estudantes.”

### Pronomes possessivos
A lista a seguir descreve o conjunto básico de pronomes possessivos em persa, que são adicionados ao final dos substantivos para indicar possessão:
| Português   | Transliteração | Persa |
| ----------- | -------------- | ----- |
| Meu         | -am            | - ام  |
| Seu         | -at            | - ات  |
| Dele/Dela   | -ash           | - اش  |
| Nosso       | -mān           | - مان |
| Seus        | -tān           | - تان |
| Deles/Delas | -shān          | - شان |

Na gramática persa, a posição dos pronomes possessivos geralmente é depois do substantivo que está sendo modificado. Isso é diferente do inglês, no qual os pronomes possessivos geralmente vêm antes do substantivo. Aqui estão alguns exemplos que mostram o posicionamento dos pronomes possessivos em frases persas:
1. Minha casa: خانه‌ام (khāne-am)
2. Seu amigo (singular): دوستت (doust-at)
3. Seu pai: پدرش (pedar-ash)
4. Nosso professor: معلم‌مان (moallem-mān)
5. Seu carro (plural): ماشین‌تان (māshin-tān)
6. Sua cidade: شهرشان (shahr-shān)

Os pronomes possessivos podem ser usados em vários contextos dentro da língua persa, desde literatura e cartas formais até discursos casuais e conversas cotidianas. Eles permitem que os falantes expressem um senso de pertencimento ou associação de forma clara e concisa, quer estejam se referindo a pessoas, lugares ou coisas. Aqui estão três exemplos para demonstrar a aplicabilidade dos pronomes possessivos:
1. Em uma carta formal: رایانامه‌ات‌ را دریافت کردم. (rāiyānāme-at rā daryāft kardam – recebi seu e-mail.)
2. Na literatura: کاریکاتوریست‌ها در خانه‌شان نشسته‌اند. (kārikātorist-hā dar khāne-shān neshaste-and – Cartunistas estão sentados em suas casas.)
3. Na conversa diária: کلید‌های‌مان کجاست؟ (kelid-hāy-mān kojāst? – Onde estão nossas chaves?)

### Artigos definidos
Na língua persa, o artigo definido é usado quando tanto o ouvinte quanto o falante tem ciência sobre qual objeto se referem. Em casos definidos, o objeto é seguido por um را (na forma escrita) ou sufixo -o (na forma falada). Também “isso/aquilo” (این/آن) são usados como marcadores de caso definido . Veja os exemplos a seguir:
| Explicação do artigo definido                                                | Português               | Persa             |
| ---------------------------------------------------------------------------- | ----------------------- | ----------------- |
| Tanto o falante quanto o ouvinte sabem de qual flor e de quem estão falando. | Dê a flor para ela.     | گل را به او بده   |
| Tanto o falante quanto o ouvinte sabem qual livro.                           | Este livro é meu.       | این کتاب من است   |
| Tanto o falante quanto o ouvinte sabem qual carro.                           | Aquele carro está sujo. | آن ماشین کثیف است |

### Artigos indefinidos
O artigo indefinido é usado quando estamos falando de algo que não está especificado para o falante ou o ouvinte, o objeto da frase é genérico. Usamos o sufixo ی ou یک com o objeto nesses casos. Veja os exemplos a seguir:
| Explicação do artigo definido            | Português                 | Persa               |
| ---------------------------------------- | ------------------------- | ------------------- |
| Não está definido um carro específico.   | Compre um carro!          | یک ماشین بخر        |
| Não é de conhecimento do falante.        | Eu vi um cachorro branco. | من یک سگ سفیدی دیدم |
| Não está definido uma comida específica. | Eu tenho algumas comidas. | من مقداری غذا دارم  |

## Vocabulário

### Declaração dos Direitos Humanos
A Declaração Universal dos Direitos Humanos (DUDH) é um documento marco na história dos direitos humanos. Elaborada por representantes de diferentes origens jurídicas e culturais de todas as regiões do mundo, a Declaração foi proclamada pela Assembleia Geral das Nações Unidas em Paris, em 10 de dezembro de 1948, por meio da Resolução 217 A (III) da Assembleia Geral como uma norma comum a ser alcançada por todos os povos e nações. Ela estabelece, pela primeira vez, a proteção universal dos direitos humanos.
Desde sua adoção, em 1948, a DUDH foi traduzida em mais de 500 idiomas – o documento mais traduzido do mundo – e inspirou as constituições de muitos Estados e democracias recente.
| Persa | Transliteração | Português |
| --- | --- | --- |
| ماده ١ تمام افراد بشر آزاد زاده می‌شوند و از لحاظ حيثيت و کرامت و حقوق با هم برابراند. همگی دارای عقل و وجدان هستند و بايد با يکديگر با روحيه ای برادرانه رفتار کنند. ماده ٢ هر کس می‌تواند بی هيچ گونه تمايزی، به ويژه از حيث نژاد، رنگ، جنس، زبان، دين، عقيده سياسی يا هر عقيده ديگر، و همچنين منشا ملی يا اجتماعی، ثروت، ولادت يا هر وضعيت ديگر، از تمام حقوق و همه آزادی‌های ذکرشده در اين اعلاميه بهره مند گردد. به علاوه نبايد هيچ تبعيضی به عمل آيد که مبتنی بر وضع سياسی، قضايی يا بين المللی کشور يا سرزمينی باشد که شخص به آن تعلق دارد، خواه اين کشور يا سرزمين مستقل، تحت قيمومت يا غير خودمختار باشد، يا حاکميت آن به شکلی محدود شده باشد. | madeh 1 cpehmeh ensan cpeha azad bah dania mi ayand ve az nazar heysiyat ve hoquq barabar npastand. cpehmeh aghal ve vajdan darand ve bayad ba npam baradaraneh raftar konand. madeh 2 npar kes bedon cpehich goneh tamayazi az ghabil nejad, rang, jensit, zaban, mazzehab, aghayad siasi ya npar aghideh digar, monasha moli ya ejtemaei, darayi, told ya moqeiat cpehei digar, mostahgh tamam hoquq ve azadi cpehei mandarj dar in elamiyeh est. balaveh, cpehich tabizi nabayad bar asas vaziyat siasi, hoquqi ya bin olmollli keshor ya sarzamini keh shkhs bah an talgh dard, am az mosteghal, amin ya ghir khodgardan, ya tahat npar goneh mahdudit digar hakamiti, emal shod. | Artigo 1 Todos os seres humanos nascem livres e iguais em dignidade e direitos. Todos têm razão e consciência e devem tratar uns aos outros com espírito fraternal. Artigo 2 Toda pessoa tem direito a todos os direitos e liberdades estabelecidos nesta Declaração, sem distinção de qualquer espécie, seja de raça, cor, sexo, idioma, religião, opinião política ou de outra natureza, origem nacional ou social, propriedade, nascimento ou qualquer outra condição. Além disso, não será feita nenhuma discriminação com base no estatuto político, jurídico ou internacional do país ou território ao qual uma pessoa pertence, seja ele independente, sob tutela ou não autônomo, ou sujeito a qualquer outra limitação de soberania. |

### Exemplo de diálogo
|           | Persa                           | Transliteração                        | Português                                    |
| --------- | ------------------------------- | ------------------------------------- | -------------------------------------------- |
| Persona 1 | سلام، چطور هستی؟                | salâm, chetor hasti?                  | Olá! Como você está?                         |
| Persona 2 | خوبم، مرسی. تو چطوری؟           | khobam, mersi. to chetori?)           | Eu estou bem, obrigado. E você?              |
| Persona 1 | من هم خوبم. امروز چی کار می‌کنی؟ | man ham khobam. emruz chi kâr mikoni? | Também estou bem. O que você vai fazer hoje? |
| Persona 2 | من درس می‌خوانم. تو چی؟          | man dars mikhânam. to chi?            | Eu vou estudar. E você?                      |
| Persona 1 | من با دوستانم می‌روم بیرون.      | man bâ doostânam miravam birun.       | Eu vou sair com meus amigos.                 |

### Hino do Irã
O Hino Nacional da República Islâmica do Irã foi adotado em 1990, substituindo o hino anterior usado durante o governo de Ruhollah Khomeini. Foi composto por Hassan Riyahi, e a letra foi escrita por Sayed Bagheri. É o quarto hino nacional iraniano em geral.

Bandeira da República Islâmica do Irã, cuja língua oficial é o persa

| Persa | Transliteração | Português |
| --- | --- | --- |
| سر زد از افق مهر خاوران فروغ دیده‌ی حق‌باوران بهمن فر ایمان ماست ،پیامت ای امام، استقلال آزادی، نقش جان ماست شهیدان، پیچیده در گوش زمان فریادتان پاینده مانی و جاودان جمهوری اسلامی ایران | Sar zad az ofoq mehre khāvarān forughe dideye haq bāvarān Bahman, farre Imāne māst Payāmat ey Emām, esteqlāl āzādi, naqshe jāne māst Shahidān, picideh dar gushe zamān faryādetān Pāyandeh māni o jāvedān Jomhuriye Eslāmiye Irān | O sol do leste ao longo do horizonte os crentes da verdade, vislumbre de visão Bahman , o zênite da nossa fé Sua mensagem, ó Imam , independência e a liberdade gravada em nossas almas Ó mártires , vossos clamores fervorosos ressoam em cada geração Duradouro, duradouro e eterno República Islâmica do Irã |

## Menções
O problema 3 da prova individual da IOL 2019, que aconteceu na Coreia do Sul dos dias 29 de Julho a 2 de Agosto, cita a língua persa (persa médio, indo-europeu) e usou como base o Livro Script Pahlavi. A segunda fase da Categoria Regular da OBL 2017 também teve um problema envolvendo o persa. O problema 2 envolvia a escrita cuneiforme persa (persa antigo), edição "Mărgele", do plural "mărgea" que significa miçanga em romeno, fazendo alusão ao elo que liga os diferentes povos, histórias e culturas através da convergência de suas línguas. Assim como as contas, cada língua compõe "uma experiência única, corpórea e de aproximação entre o coletivo e o individual -- afinal, as miçangas compõem, com sua individualidade, um todo maior, reluzente e belo.".